# Белое (Харьковская область)
Бе́лое (укр. Біле), село, 
Лесностенковский сельский совет, 
Купянский район, 
Харьковская область, Украина. В 2023 году в селе проживало 68 человек.
Код КОАТУУ — 6323783702. Население по переписи 2001 года составляет 248 (119/129 м/ж) человек. 

## Географическое положение
Село Белое находится на расстоянии в 4 км от реки Синиха и в 5-и км от Оскольского водохранилища.
По селу протекает речка Купянка. Также на территории села имеются два пруда

## История
- 1694 — дата основания.

## Экономика
- Молочно-товарная и овце-товарная фермы.

## Достопримечательности
- Братская могила советских воинов. Похоронено 139 воинов.

## Известные уроженцы
- Скрыпник Михаил Семёнович (1926—1995) — полный кавалер Ордена Славы, снайпер 120-го гвардейского стрелкового полка 39-й гвардейской стрелковой дивизии.
- Шинкин, Степан Иванович — родился в селе Белое, кавалер двух Орденов Славы, принимал участие в Параде Победы в составе особого батальона из 200 бойцов, которые во время Парада бросали флаги и штандарты гитлеровского вермахта к подножию Мавзолея.